# اچ‌ام‌ای‌اس سیدنی (اف‌اف‌جی ۰۳)
اچ‌ام‌ای‌اس سیدنی (اف‌اف‌جی ۰۳) (به انگلیسی: HMAS Sydney (FFG 03)) یک کشتی است که طول آن ۱۳۸ متر (۴۵۳ فوت) می‌باشد. این کشتی در سال ۱۹۸۰ ساخته شد.